# Zirkow
Zirkow est une commune sur l'île de Rügen, dans l'arrondissement de Poméranie-Occidentale-Rügen, Land de Mecklembourg-Poméranie-Occidentale.

## Géographie
Zirkow est au nord-est du Schmachter See. Une partie de son territoire fait partie de la réserve de biosphère du sud-est de Rügen.
| Bergen en Rügen | Prora  | Binz            |
|                 | Zirkow |                 |
| Putbus          |        | Lancken-Granitz |

Zirkow comprend les quartiers d'Alt Süllitz, Dalkvitz, Nistelitz, Pantow, Schmacht, Serams et Viervitz.
La Bundesstraße 196 traverse Zirkow. Serams est un point d'un arrêt de la Rügensche Kleinbahn, une ligne touristique.

## Histoire
Zirkow est mentionné pour la première fois en 1495. Son nom vient du slave « Sirakov », c'est-à-dire « lieu de Sirak ».
L'église Saint-Jean de style gothique est construite en 1417.